# Leste verdoyant
Lestes virens
Espèce
Statut de conservation UICN

 LC  : Préoccupation mineure
Lestes virens, le Leste verdoyant,  est une espèce d'insectes odonates, du sous-ordre des Zygoptera (les demoiselles) et de la famille des Lestidae (les lestes).

## Dénomination
Lestes virens a été décrit par Toussaint von Charpentier en 1825.
Trois sous-espèces sont connues :
- Lestes virens virens (Charpentier, 1825)
- Lestes virens marikovskii Belyshev, 1961
- Lestes virens vestalis Rambur, 1842.

## Distribution
Eurasiatique, on trouve le Leste verdoyant depuis le nord du Maroc, de l'Algérie, de la Tunisie et en Europe, de l'Espagne au sud de la Suède, à la Russie, à la Turquie. Absent des îles Britanniques et des Alpes. De la Sibérie à la Mongolie en Asie.

## Description
Longueur du corps : 30 à 39 mm, un peu plus petit et plus grêle que le Leste fiancé (Lestes sponsa). L'abdomen du mâle montre une pruinosité bleue sur les deux derniers segments S9 et S10 et absente sur les deux premiers.

## Habitat, mode de vie
Eaux stagnantes peu profondes riches en végétation. Dans le nord-ouest de son aire de répartition, il apprécie les étangs acides où se développent des sphaignes. Les imagos volent d'avril à novembre, moins longtemps dans le nord.

## Statut
En France, la sous-espèce vestalis est inscrite sur la liste rouge régionale des odonates du Nord-Pas-de-Calais comme espèce en danger critique (CR).